# Działko relingowe
Niektóre z zamieszczonych tu informacji wymagają weryfikacji.
Dokładniejsze informacje o tym, co należy poprawić, być może znajdują się w dyskusji tego artykułu.
 Po wyeliminowaniu niedoskonałości należy usunąć szablon [[Szablon:Dopracować|]] z tego artykułu.

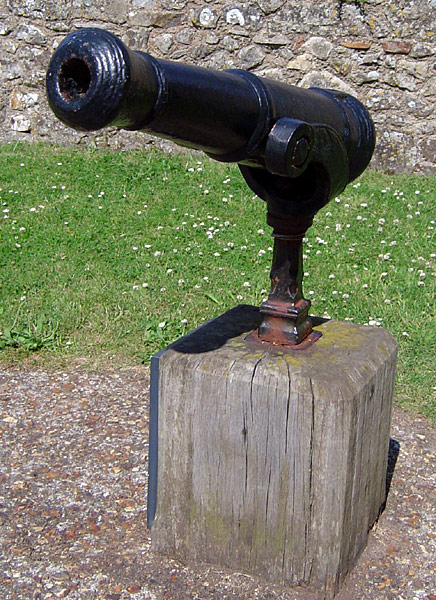

Działko relingowe – mała, najczęściej odprzodowa armata bliskiego zasięgu, używana od przełomu XV/XVI do XIX wieku. Umieszczana na obrotowym forkiecie lub stojaku, co umożliwiało strzelanie w różnych kierunkach i pod różnym kątem. 
Ze względu na niewielkie rozmiary i dość dużą szybkostrzelność była popularnym wyposażeniem okrętów, zwłaszcza w okresie renesansu, spełniając rolę krótkodystansowej broni pomocniczej. Działek tych najczęściej używano podczas abordażu do odparcia napastników lub dla osłabienia obrońców atakowanej jednostki. Dodatkową ich zaletą był niewielki ciężar, co pozwalało łatwo je przenosić w zależności od potrzeb. Na niewielkich jednostkach handlowych często stanowiły podstawową bądź jedyną artylerię. Na lądzie popularne były zwłaszcza w Ameryce Północnej jako wyposażenie fortów, lecz również w wojskach cesarstwa chińskiego i koreańskiego Królestwa Chosŏn (odpowiednio od 1520 i od lat 60. XVI wieku).
Działka te wykorzystywano też do innych celów jako popularny rodzaj artylerii do oddawania salw honorowych; stanowiły także wyposażenie statków wielorybniczych oraz statków śródlądowych (np. szkut).W 1804 armatkę taką zabrali w swej ekspedycji Meriwether Lewis i William Clark.

## Dane techniczne
- Długość: do 1 m (ok. 3 stóp), lecz niekiedy dłuższe
- Kaliber: do 3,5 cm (1,25 cala)
- Amunicja: kartacze, kule armatnie małego kalibru